# Dan Glimne
Dan Glimne né le 27 avril 1947 est un auteur de jeux de société suédois.

## Ludographie

### Seul auteur
- Travspelet, ????, Alga
- Fantomet, 1984, Alga
- Rennfieber, 1988, ASS
- Das Ben Johnson Doping Spiel, 1989, Spielbox
- Willi Wacker, 1989-1992, Hexagames / TST-Enterprises / Salagames
- Ostindiska Kompaniet, 1992, G&RRR
- Stadens Nyckel, 1998, Casper Games
- Binary Dice, 1999, Dice & Games Limited

### AvecJakob Bondsalias Jakob Bonz
- Dungeonquest ou Drachenhort, 1987, Games Workshop

### AvecErik KarlssonetJoel Sevelin
- Sky Runner, 1999, Ravensburger

### AvecGrzegorz Rejchtman
- Moderne Zeiten, 2002, Jumbo

### AvecHenrik Strandberg
- Svea Rike, Rule Sweden, 1997, Target Games AB